# Mielinolisis central pontina
La mielinolisis central pontina es un síndrome conocido desde principios de la década de 1960 y primariamente descrito en pacientes alcohólicos, que consiste en una desmielinización de la sustancia blanca cerebral. Su mecanismo fisiopatológico se basa en los cambios osmóticos producidos en esta estructura al corregirse de forma brusca una hiponatremia preexistente (Iatrogenia).

## Causas
- La causa más común es de origen iatrogénico y corresponde a la rápida corrección de los niveles de sodio en hiponatremia.[1]
- El trasplante de médula ósea.[2]
- Se asocia frecuentemente al alcoholismo y la hiponatremia que llegan a desarrollar.[3]
- Hiperemesis grávida.

## Clínica
El compromiso neurológico se caracteriza por:
- Cuadraparesia
- Disartria
- Disfagia
- Diplopía
- Confusión y alteración del nivel de conciencia

## Diagnóstico
El antecedente de haber sufrido hiponatremia, sumado a las características clínicas previamente descritas son el sello de la enfermedad. La resonancia magnética puede mostrar ciertos cambios a nivel del parénquima cerebral, como es el aumento en la intensidad a nivel pontina

## Prevención y tratamiento
La medida de mayor costo-efectividad resulta en la restauración a baja velocidad de la natremia (sin superar los 0,5 mEq/L/hora), con lo cual se previene el daño neuronal. El tratamiento cuando el cuadro ya se ha establecido consiste solamente en medidas de soporte.

## Galería de imágenes

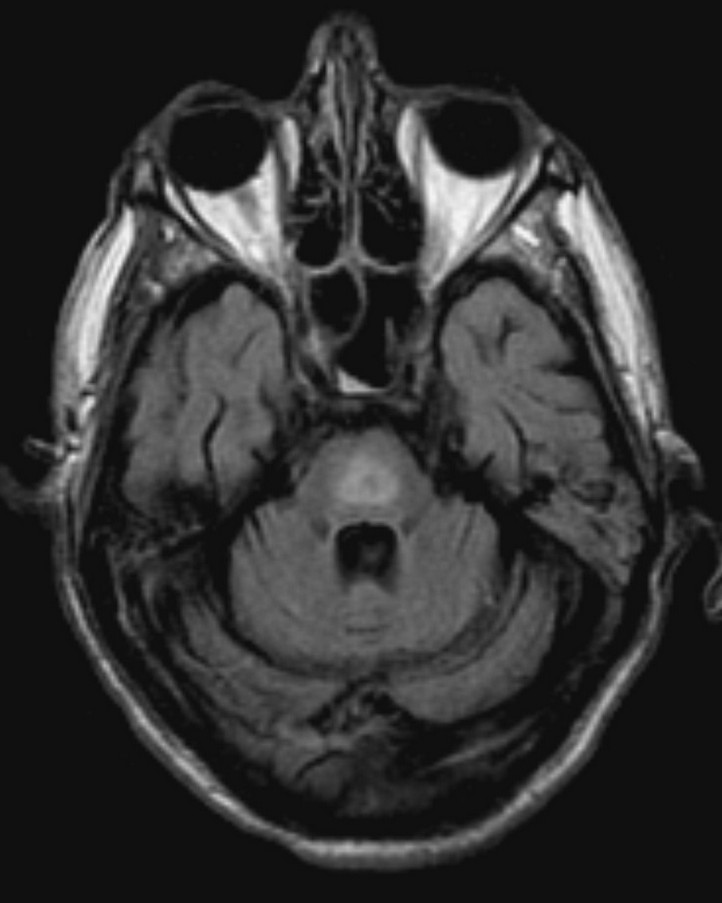
Mielinolisis central pontina
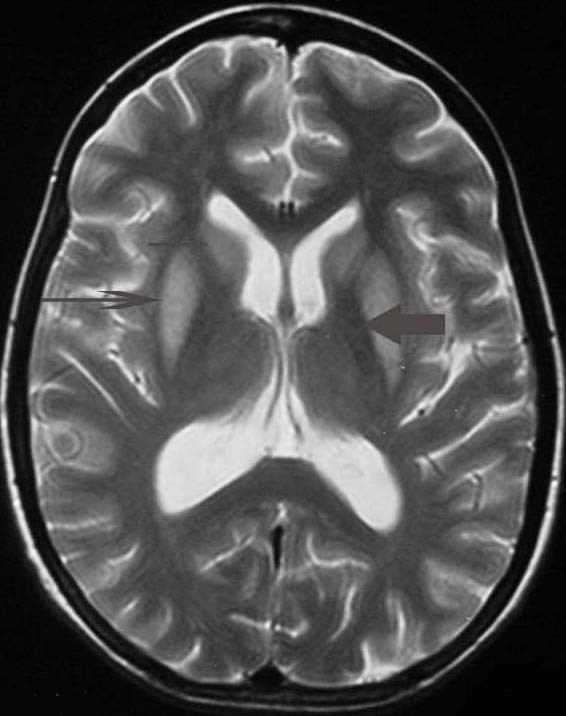
Resonancia que muestra aumento de la intensidad de la imagen bilateral y simétrica a nivel del caudado (flecha pequeña), putamen (flecha larga) con extensión hasta el globo pálido, sugerente de mielinólisis extrapontina